# Cantón de Flers-Sur
El cantón de Flers-Sur era una división administrativa francesa, que estaba situada en el departamento de Orne y la región de Baja Normandía.

## Composición
El cantón estaba formado por siete comunas, más una fracción de la comuna que le daba su nombre:
- Flers (fracción)
- La Chapelle-au-Moine
- La Chapelle-Biche
- La Lande-Patry
- Landigou
- Landisacq
- La Selle-la-Forge
- Saint-Paul

## Supresión del cantón de Flers-Sur
En aplicación del Decreto nº 2014-247 de 25 de febrero de 2014, el cantón de Flers-Sur fue suprimido el 22 de marzo de 2015 y sus 8 comunas pasaron a formar parte; seis del nuevo cantón de Flers-1 y dos del nuevo cantón de Flers-2.